# Норт-Сайпрес-Ленґфорд
Норт-Сайпрес-Ленґфорд (англ. North Cypress-Langford) — муніципалітет в Канаді, у провінції Манітоба.

## Населення
За даними перепису 2016 року, муніципалітет нараховував 2745 жителів, показавши зростання на 4,5%, порівняно з 2011-м роком. Середня густина населення становила 1,6 осіб/км².
З офіційних мов обидвома одночасно володіли 85 жителів, тільки англійською — 2 645, а 10 — жодною з них. Усього 470 осіб вважали рідною мовою не одну з офіційних, з них 5 — одну з корінних мов, а 15 — українську.
Працездатне населення становило 75,8% усього населення, рівень безробіття — 5,2% (4,1% серед чоловіків та 6,6% серед жінок). 76,6% були найманими працівниками, 22,7% — самозайнятими.
Середній дохід на особу становив $44 716 (медіана $37 803), при цьому для чоловіків — $48 487, а для жінок $40 689 (медіани — $44 864 та $31 936 відповідно).
32,7% мешканців мали закінчену шкільну освіту, не мали закінченої шкільної освіти — 19,7%, 47,6% мали післяшкільну освіту, з яких 25,4% мали диплом бакалавра, або вищий.
| Статево-вікова структура населення | Статево-вікова структура населення | Статево-вікова структура населення | Статево-вікова структура населення | Статево-вікова структура населення |
| ---------------------------------- | ---------------------------------- | ---------------------------------- | ---------------------------------- | ---------------------------------- |
|                                    |                                    |                                    |                                    |                                    |
| Всього                             | Всього                             | 51,9%48,1%                         |                                    |                                    |
| 0 — 14 років                       | 0 — 14 років                       |                                    | 20,6%                              | 20,6%                              |
| 15 — 64 років                      | 15 — 64 років                      |                                    | 64,1%                              | 64,1%                              |
| 65 і більше                        | 65 і більше                        |                                    | 15,3%                              | 15,3%                              |
| 85 і більше                        | 85 і більше                        |                                    | 2,2%                               | 2,2%                               |
| Середній вік (років)               | Середній вік (років)               | 39,240,1                           | 39,6                               | 39,6                               |
| Медіана (років)                    | Медіана (років)                    | 39,841,6                           | 40,8                               | 40,8                               |
| — чоловіки — жінки                 |                                    |                                    |                                    |                                    |

| Походження мешканців:     | Походження мешканців:     | Походження мешканців: | Походження мешканців: | Походження мешканців: |
| ------------------------- | ------------------------- | --------------------- | --------------------- | --------------------- |
| Походження                |                           |                       | осіб                  | %                     |
| Корінні американці        | Корінні американці        |                       | 150                   | 6.82%                 |
| Інше північноамериканське | Інше північноамериканське |                       | 580                   | 26.36%                |
| Європейське               | Європейське               |                       | 1 955                 | 88.86%                |
| британське                | британське                |                       | 1 390                 | 63.18%                |
| французьке                | французьке                |                       | 225                   | 10.23%                |
| українське                | українське                |                       | 265                   | 12.05%                |
| Латинськоамериканське     | Латинськоамериканське     |                       | 10                    | 0.45%                 |
| Африканське               | Африканське               |                       | 10                    | 0.45%                 |
| Азійське                  | Азійське                  |                       | 20                    | 0.91%                 |
| Океанійське               | Океанійське               |                       | 25                    | 1.14%                 |

| Зайнятість населення за галузями (за класифікацією NOC): | Зайнятість населення за галузями (за класифікацією NOC): | Зайнятість населення за галузями (за класифікацією NOC): | Зайнятість населення за галузями (за класифікацією NOC): | Зайнятість населення за галузями (за класифікацією NOC): |
| -------------------------------------------------------- | -------------------------------------------------------- | -------------------------------------------------------- | -------------------------------------------------------- | -------------------------------------------------------- |
|                                                          |                                                          |                                                          |                                                          |                                                          |
| Управління                                               | Управління                                               |                                                          | 19,1%                                                    | 19,1%                                                    |
| Бізнес, фінанси та адміністрування                       | Бізнес, фінанси та адміністрування                       |                                                          | 12%                                                      | 12%                                                      |
| Природничі та прикладні науки                            | Природничі та прикладні науки                            |                                                          | 5,2%                                                     | 5,2%                                                     |
| Охорона здоров'я                                         | Охорона здоров'я                                         |                                                          | 6%                                                       | 6%                                                       |
| Освіта, правозахист, муніципальні та урядові служби      | Освіта, правозахист, муніципальні та урядові служби      |                                                          | 8,6%                                                     | 8,6%                                                     |
| Мистецтво, культура, відпочинок та спорт                 | Мистецтво, культура, відпочинок та спорт                 |                                                          | 1,1%                                                     | 1,1%                                                     |
| Роздрібна торгівля та послуги                            | Роздрібна торгівля та послуги                            |                                                          | 12,4%                                                    | 12,4%                                                    |
| Гуртова торгівля, транспорт та обладнання                | Гуртова торгівля, транспорт та обладнання                |                                                          | 17,6%                                                    | 17,6%                                                    |
| Природні ресурси, сільське господарство                  | Природні ресурси, сільське господарство                  |                                                          | 10,5%                                                    | 10,5%                                                    |
| Виробництво                                              | Виробництво                                              |                                                          | 7,1%                                                     | 7,1%                                                     |

## Населені пункти
До складу муніципалітету входить містечко Карберрі, а також хутори, інші малі населені пункти та розосереджені поселення.

## Клімат
Середня річна температура становить 2°C, середня максимальна – 23,3°C, а середня мінімальна – -25,1°C. Середня річна кількість опадів – 489 мм.
| Клімат поселення                              | Клімат поселення | Клімат поселення | Клімат поселення | Клімат поселення | Клімат поселення | Клімат поселення | Клімат поселення | Клімат поселення | Клімат поселення | Клімат поселення | Клімат поселення | Клімат поселення | Клімат поселення |
| Показник                                      | Січ.             | Лют.             | Бер.             | Квіт.            | Трав.            | Черв.            | Лип.             | Серп.            | Вер.             | Жовт.            | Лист.            | Груд.            |                  |
| Середній максимум, °C                         | −11,96           | −7,76            | −1,13            | 9,10             | 17,68            | 23,12            | 23,24            | 23,29            | 17,40            | 10,41            | 0,22             | −9,58            |                  |
| Середня температура, °C                       | −18,55           | −14,33           | −7,7             | 2,50             | 11,11            | 16,52            | 18,20            | 18,26            | 12,36            | 5,37             | −4,83            | −14,6            |                  |
| Середній мінімум, °C                          | −25,12           | −20,91           | −14,3            | −4,07            | 4,52             | 9,94             | 13,16            | 13,20            | 7,32             | 0,33             | −9,88            | −19,66           |                  |
| Норма опадів, мм                              | 21               | 17               | 25               | 27               | 64               | 83               | 72               | 61               | 44               | 30               | 20               | 25               |                  |
| Середньомісячна швидкість вітру, м/с          | 4.00             | 4.00             | 4.10             | 4.31             | 4.50             | 4.00             | 3.50             | 3.60             | 4.00             | 4.30             | 4.20             | 4.00             |                  |
| Середньомісячна сонячна радіація, кДж/м²·день | 4126             | 7464             | 12718            | 17210            | 20096            | 21274            | 21879            | 18629            | 12896            | 7724             | 4207             | 3142             |                  |
| --------------------------------------------- | ---------------- | ---------------- | ---------------- | ---------------- | ---------------- | ---------------- | ---------------- | ---------------- | ---------------- | ---------------- | ---------------- | ---------------- | ---------------- |
| Джерело:                                      |                  |                  |                  |                  |                  |                  |                  |                  |                  |                  |                  |                  |                  |